# Owstonia maccullochi
 Owstonia maccullochi és una espècie de peix de la família dels cepòlids i de l'ordre dels perciformes.

## Distribució geogràfica
Es troba al Pacífic occidental: Nova Gal·les del Sud (Austràlia).